# Hornsten
Hornsten (även chert – uttal: [tʃərt]) är en sedimentär bergart bestående av kalcedon, en mikrokristallin till kryptokristallin typ av kvarts. Bergarten är ofta ljus och kan vara vit grå, brun eller svart. Oftast blir hornsten till genom biogena eller kemiska utfällningar på en havsbotten, vilket leder till oregelbundna noduler som inlagras i exempelvis kalksten.
Hornsten är dessutom ett alternativt namn för ekonomiskt ointressant jaspis. Även flinta, agat, porcelanit och novakulit är alternativa benämningar för denna typ av kalcedon.

## Systematik och benämningar

### Hornsten och flinta
En variant av hornsten är flinta. Denna kännetecknas av att den bildas inuti märgel eller en annan typ av kalksten. Flinta kan också definieras som en hornsten där opal ingår i mineralblandningen, vid sidan av kalcedon.
Traditionellt har också flinta och hornsten särskiljts genom skillnader i färg. Flinta har ansetts vara grå till svart och helt ogenomskinlig (dock svagt genomskinligt brun i tunna skikt), medan samma sten med en gråare, vitaktig eller blekt gul färg har benämnts som hornsten (chert). Den senares ljusare färg orsakas av en mängd mikroskopiskt små fickor av vatten eller luft.
I övrigt har både hornsten och flinta samma fysikaliska egenskaper som kvarts.

### Kalcedoner i stort
Kalcedoner och varianter av kvarts har genom historien benämnts på olika och ofta motsägelsefulla sätt. Det har bland annat gällt namnen jaspis, agat och onyx. Nedanstående uppställningar ger en liten överblick över den komplicerade namngivningen runt några olika kalcedon-/kvartsvarianter, delvis beroende på om man definierar något som bergart eller mineral.
- Mikrokristallin/kryptokristallin kvarts[2]
  - Flinta – bildad som konkretion[7]
  - Chert (även: hornsten) – bildad i sedimentära bergarter[7]

men:
- Kalcedon
  - Hornsten (även: chert)
    - Flinta[2]
    - Jaspis – ekonomiskt ointressant hornsten/chert[2]

och:
- Hornsten/chert – ekonomiskt ointressant jaspis (!)[1]
- Flinta – blandning av kalcedon och opal[7]
- Opal – bergart och mineral (uppbyggd av vattenhaltig kiseldioxid)[8]

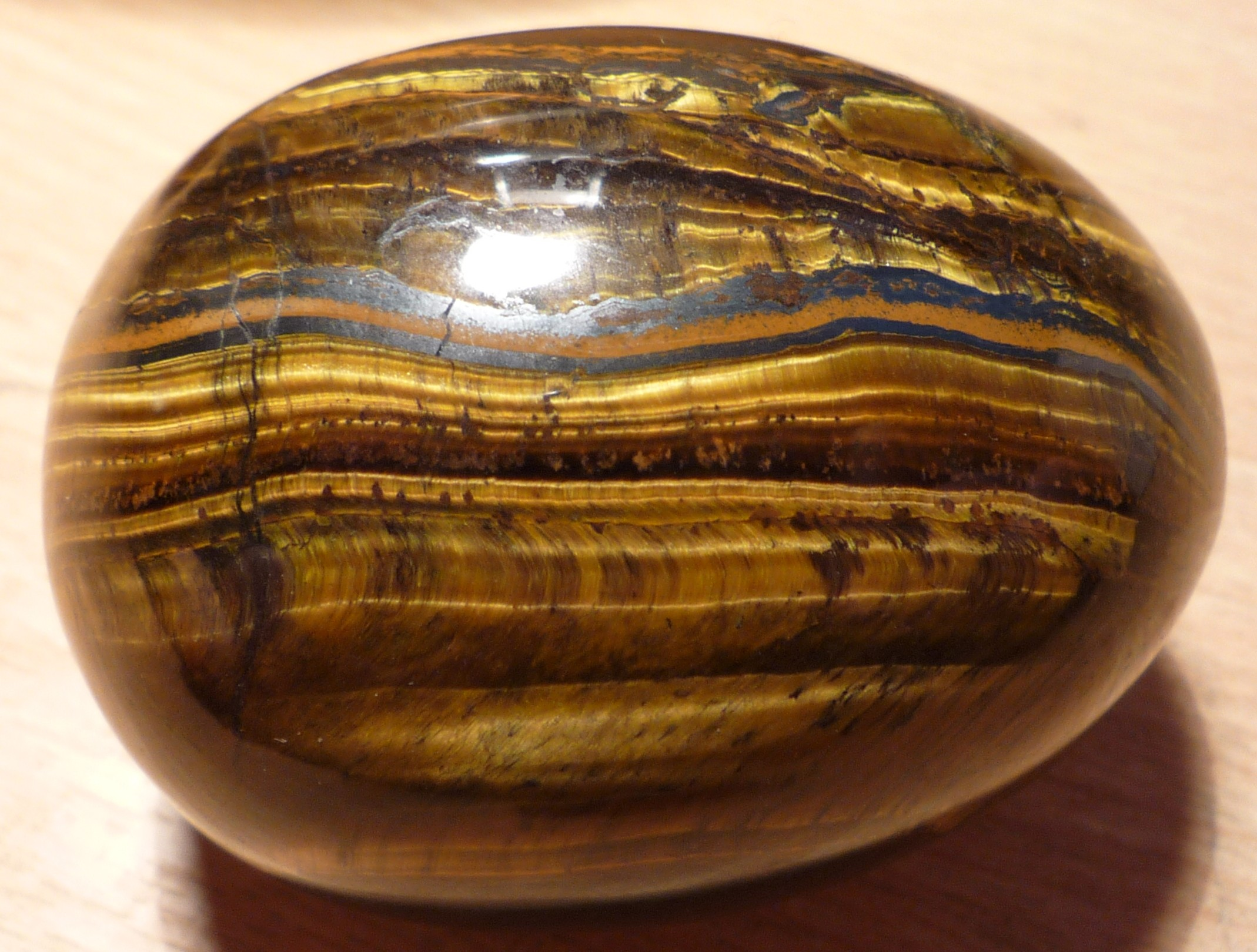
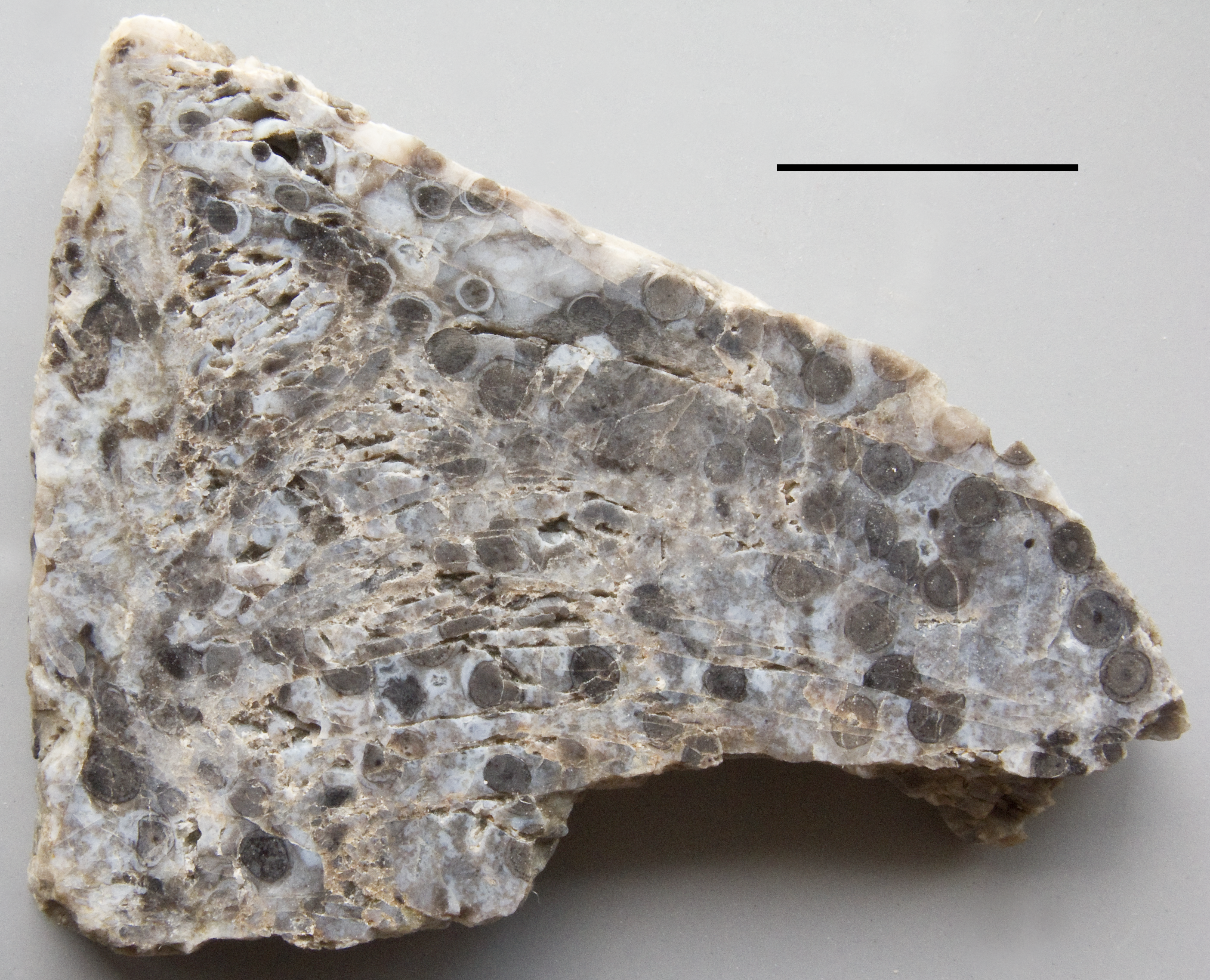
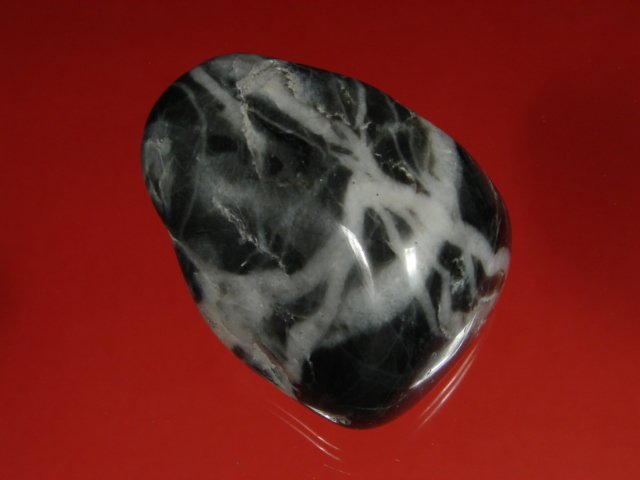
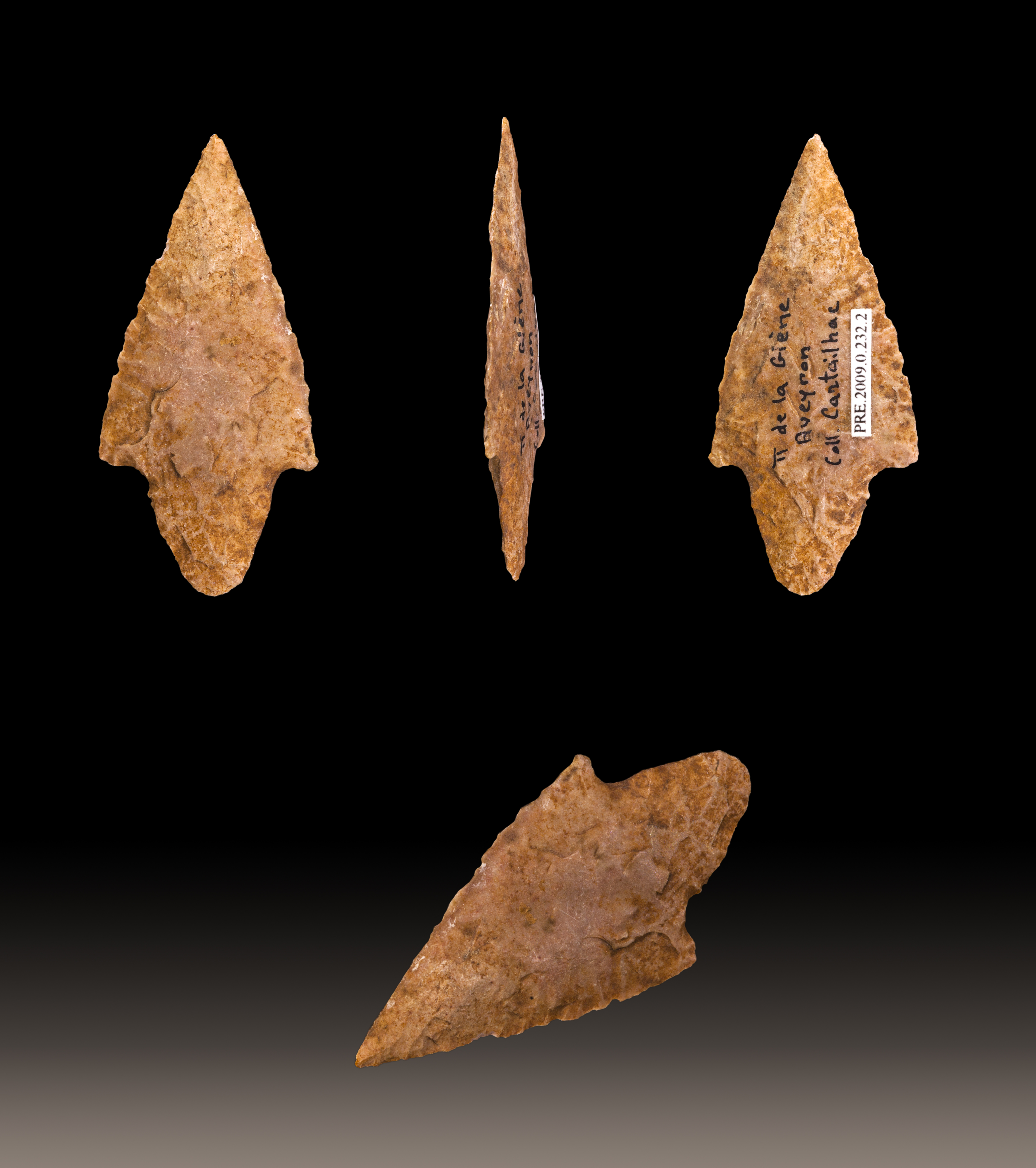
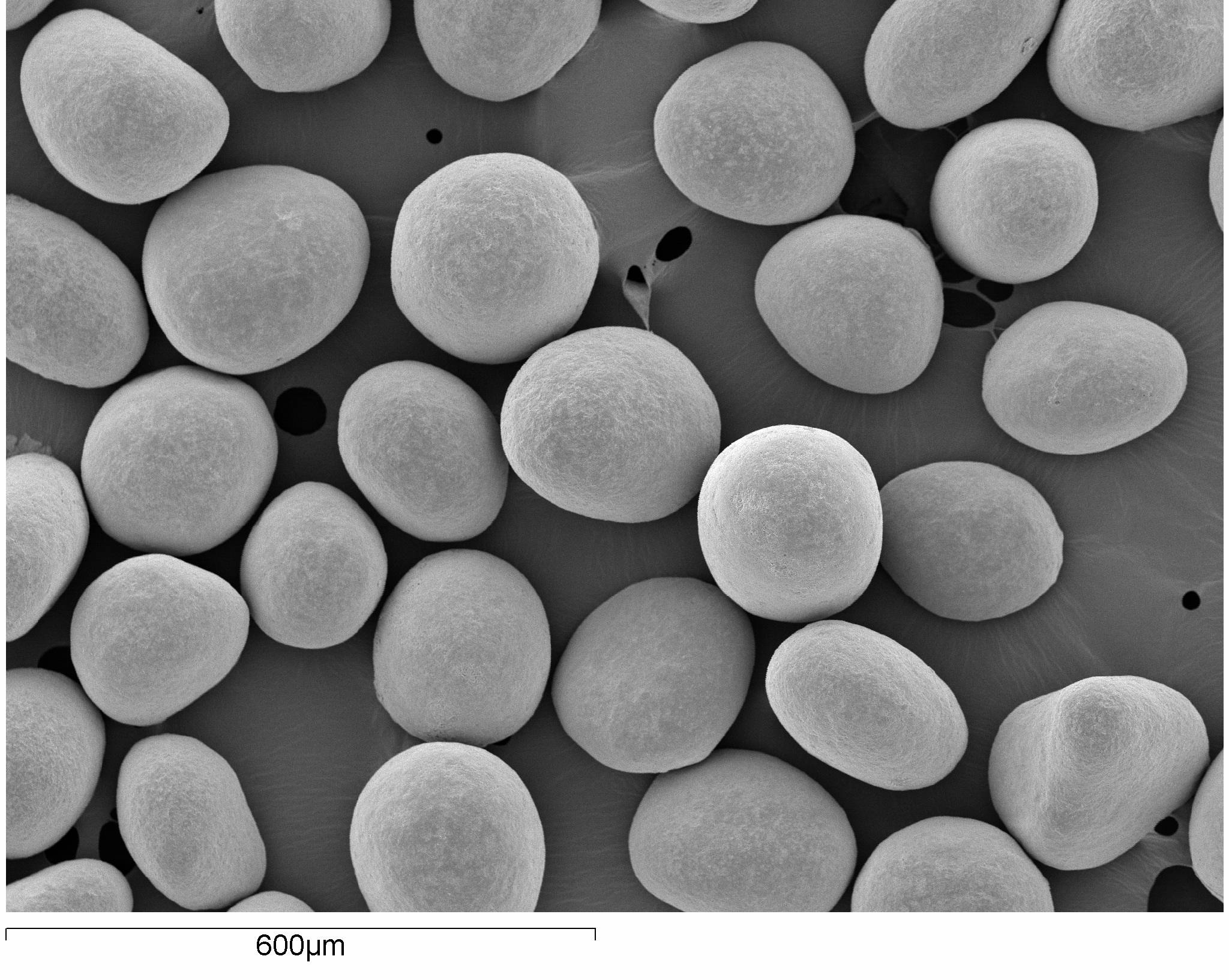

## Användning och historia
Hornsten och flinta var det huvudsakliga råmaterialet för vassa redskap och vapen för stenåldersmänniskan. Materialets jämnhet och finkornighet, samt lättheten att få det att spricka upp i hårda och vassa flisor underlättade tillverkningen av bland annat pilspetsar. Samma teknik som använts för att få till vassa flisor av flinta (hornsten) har även använts för obsidian (vulkaniskt glas).
Insamling av hornsten och tillverkningen av vapen tillhörde mänsklighetens tidigaste yrkesgrenar, och det är ofta möjligt att rita upp forntida handelsvägar utifrån kunskapen om den lokala tillgången på ett visst råmaterial.
Hornsten (flinta) har genom historien använts för att göra upp eld. Från 1600- till tidigt 1800-tal användes flinta för att antända tändsatsen i flintlåsgevär.
Krossad flinta (hornsten) används fortfarande som slipande material på sandpapper anpassade för behandling av trä och läder.